# 蕾亞莉蒂·溫納
蕾亞莉蒂·莉·溫納（Reality Leigh Winner，1991年12月4日—）是一位美国前情报专家。她于2018年因泄露有关俄羅斯干預2016年美國總統選舉的情报报告，被判处五年零三个月的联邦监狱监禁，这也是有史以来以“未经授权向媒体发布政府信息”罪名被判处的最长刑期。
2017年6月3日，Winner在受雇于军事承包商Pluribus国际公司的期间，因涉嫌向新闻网站《The Intercept》泄露有关俄罗斯干涉2016年美国大选的美国国家安全局情报报告而被捕。该报告中表示，俄罗斯黑客通过电子邮件网络钓鱼操作访问了美国的选民登记名册，但尚不清楚内容是否被进行任何篡改。
《The Intercept》对材料的不当处理可能暴露了她是消息来源并因此被捕，这引发了一定关注。两次被拒绝保釋后，Winner被关押在喬治亞州林肯頓的林肯县监狱。2018年8月23日，Winner被判犯有“从政府设施中转移机密材料并将其邮寄到新闻媒体”罪名，并根据认罪求情协议的一部分被判处五年零三个月的监禁。她被监禁在德克萨斯州沃斯堡的卡斯韦尔联邦医疗中心，并于2021年6月2日被释放到一个过渡设施。   

## 早期生活
Winner出生于德克萨斯州，在金斯维尔长大，是H. M. King高中2010年GPA排名前十的毕业生，她在学校学习了拉丁语，在空闲时间学习阿拉伯语，还加入了足球队和网球队。

## 职业生涯

2010年的照片

Winner自2010年至2016年在美国空军服役，从第94情报中队取得senior airman军衔（E-4薪级）。 经过两年的语言和谍报训练，她被派往马里兰州米德堡。她曾作为一名密码语言学家，精通波斯语和達利語（在阿富汗使用的一种波斯语方言）以及普什图语。  在获派的无人机任务中，她负责监听截获的外语聊天，为美军提供情报。Winner因“协助捕获650名敌人、击毙600名敌人和识别900个高价值目标”而获空军表彰奖章。
2016年11月从空军光荣退役的一个月后，Winner搬到了乔治亚州奥古斯塔在一个瑜伽馆教授混合健身。Winner向非政府组织申请了在阿富汗的的工作，希望用她的普什图语技能帮助难民。但由于缺乏高等教育，她寻找海外工作的过程受挫。仍然拥有国家机密安全許可的Winner随后被一家根据合同向国家安全局提供情报外包服务的小公司Pluribus国际公司聘用。2017年2月13日，Pluribus将她分配到戈登堡工作——这里是奥古斯塔附近的一个美国陆军哨所，并且Winner在空军服役期间曾驻扎在此。Winner被指派翻译用波斯语书写的与伊朗航空航天计划有关的文件，她也正是在翻译这些文件时偶然发现了随后邮寄给《The Intercept》的机密文件。Winner被捕时仍受雇于Pluribus。
联邦特工在搜查她家时发现了她的日记，据称她在日记中表达了对塔利班领导人和奥萨马·本·拉登以及烧毁白宮的支持。 主持Winner保释听证会的美国地方法官布赖恩·埃普斯说：“她似乎对中东和伊斯兰恐怖主义着迷，”并引用了她写的：“拥有一个原教旨主义的伊斯兰国家是基督般的愿景。” 但在她的保释听证会上，一名检察官说：“政府不以任何方式暗示被告已成为一名圣战分子或者是塔利班同情者。”

## 逮捕
Winner于2017年6月3日被捕。在她的房子被搜查并受到首次讯问时，Winner说她有一个粉红色的AR-15、一把9毫米格洛克和一个“15 Gauge”霰弹枪，以及两只宠物：一只寄养的狗和一只猫。她说她“并不想成为斯诺登之类的人”。
美国司法部于6月5日宣布将其逮捕。甚至，在《The Intercept》发表基于所泄密的文章前，她就已被拘押。拦截的报告描述了俄罗斯军方试图通过侵入美国投票软件供应商，以及在11月8日大选前几天向100多名地方选举官员发送钓鱼式攻击电子邮件来干预2016年美國總統選舉。这段讲述基于一份匿名泄露给他们的2017年5月5日的美国国家安全局绝密文件。 
維基解密的创始人朱利安·阿桑奇呼吁公众支持Winner，为有关《The Intercept》的某位记者的信息悬赏一万美元，据称该记者帮助美国政府将Winner确定为泄密者。阿桑奇在Twitter上写道：“Winner不是富有精英身份的克拉珀或彼得雷乌斯。她是一个与媒体闲聊的年轻姑娘。” 

### The Intercept的角色
《The Intercept》于5月30日将文件副本发送给NSA以证实其真实性，NSA通知了FBI 。据《Vice》杂志报道，联邦调查局的一份报告称，这些文件“似乎被折叠过，体现出它们是被打印并从安全环境中携带出来的”。通过内部审计，国家安全局确定了Winner是访问其机密系统中特定文件的六名工作人员之一，但只有Winner的计算机曾使用个人电子邮件帐户与《The Intercept》通信。6月3日，联邦调查局取得了搜查Winner电子设备的搜查令并将其逮捕。记者和安全专家都表示，《The Intercept》对报告的处理，包括发布未经编辑且包含打印机追踪点的文件，被用来将Winner识别为泄密者。   2020年10 月，《The Intercept》联合创始人葛倫·葛林華德（Glenn Greenwald）透露，Winner将她的文件发给了《The Intercept》的纽约新闻编辑部，没有要求特定的某一名记者处置，并称她被曝光是由于“求快和鲁莽”造成的“令人深感难堪的新闻编辑部失误”。他说，主编Betsy Reed“监督、编辑和执掌这份报道”。

### 量刑和监禁
Winner被指控“从政府设施中转移机密材料并将其邮寄到新闻媒体”。2017年6月8日，她对一项“故意保留和传输国防信息”的指控不认罪，并被拒绝保釋。检察官称，她可能参与了其他机密信息的泄露，如果获释，她可能尝试逃离该国。 司法部律师还辩称，不应允许她的辩护团队讨论任何机密信息，哪怕那已被新闻媒体所报道。 
2017年8月29日，Winner的律师向地区法院提出动议，要求停止她对执法部门的陈述，称Winner在6月3日被FBI审讯之前没有听取她的米兰达权利。 2017年10月5日，法官Brian Epps拒绝了她的辩护律师提出的第二次保释请求。2017年12月，《The Intercept》报道称，Winner的辩护团队被允许在敏感隔间信息设施（SCIF）中与她讨论此案，包括机密层面。《The Intercept》的母公司First Look资助了她的辩护，并且截至2020年9月13日仍在支付她的法律费用。
2018年1月31日，美国联邦第十一巡回上诉法院认可下级法院阻止Winner缴纳保释金的指令，确定没有任何条件组合可以合理地保证她在审判时到场，因此要确保她在受审前一直留在监狱中，该计划于2018年10月15日开始。 
来自勇于抗争组织、电子前哨基金会和新聞自由基金會的代表发起了一场“与Reality站在一起”运动，目标是“提升公众意识”，以确保Reality Winner得到公平审判。Reality Winner的母亲Billie Winner-Davis呼吁公众加入这场运动。
2018年6月21日，Winner要求法院允许她将认罪改为有罪。6月26日，她对一项传播国防信息的重罪认罪。 Winner与检察官的认罪求情协议要求她服刑五年零三个月，然后监管释放三年。
2018年8月23日，Winner因违反美国1917年间谍法被判处五年零三个月的监禁。检察官说，她被判入狱63个月，是联邦法院以未经授权向媒体发布政府信息罪名判处的最长刑期。《纽约时报》报道称，“根据认罪协议，Winner女士将被转移到位于沃斯堡的美國聯邦監獄管理局卡斯韦尔联邦医疗中心，在那里她可以接受贪食症的治疗，且与家人相对较近。”
8月24日，唐纳德·特朗普总统在推特上写道：“前NSA承包商因‘机密’信息被判入狱63个月。哎呀，与希拉里·克林顿所做的相比，这简直就是“小土豆”！太不公平了，杰夫，双重标准。”Winner对特朗普的支持表达了讽刺的感谢，她说：“我没法足够的感谢他。”Winner的律师泰特斯·尼科尔斯称这条推文“怪异”。 8月31日，Winner表示，她会根据这条推文向特朗普申请宽大，并补充说她的法律团队已经在处理她的赦免申请。
2019年，《衛報》将Winner的案件与杰里米·斯卡希尔和亨利·凯尔·弗雷斯的案件进行了比较。
2020年4月24日，一名联邦法官驳回了Winner的请求，此前她申请因2019冠状病毒病疫情而将她的63个月刑期中的剩余19个月减刑并释放到家中监禁。Winner的律师辩称，她的呼吸系统疾病史和因贪食症而受损的免疫系统使她极易感染病毒。在Winner被转移到卡斯韦尔联邦医疗中心之前，两名囚犯的检测结果呈阳性，根据她2018年6月的认罪协议的条款，Winner被安置在那里以满足她的特殊需求。她立即被隔离，从未步入那里的一般人群。政府坚持，美國聯邦監獄管理局“已采取积极行动减少危险，并采取谨慎措施保护囚犯和 BOP工作人员的健康。” 法官认为，Winner没有用尽可通过BOP完成的行政补救措施，并认为BOP有给予她同情释放的唯一权力。
2021年6月2日，Winner从监狱被转移到一个过渡设施，得克萨斯州圣安东尼奥社区再入管理中心。根据Winner的律师艾莉森·格林特·艾伦的说法，她提前出狱是因为在狱中“行为良好”，而不是出于同情释放。《The Intercept》的主编Betsy Reed评论说：“根据《间谍法》对泄密者和告密者进行选择性和出于政治动机的起诉——在巴拉克·奥巴马的领导下急剧升级，为特朗普的司法部滥用职权打开了大门——这是对第一修正案的伤害，终有一天会受到历史的严厉评判。” 

## 个人生活
Winner通晓伊朗语支波斯语、達利語和普什图语。 

## 在流行文化中
2019年，蒂娜·萨特基于联邦调查局对Winner的采访记录，上演了戏剧《这是一个房间》（Is This A Room）。《这是一个房间》在荷兰格罗宁根举行的2019年Noorderzon音乐节上进行了荷兰首演，并于当年晚些时候在纽约市的葡萄园剧院进一步演出。《这是一个房间》目前正在百老汇的兰心大戏院预演，该剧场将于2021年10月10日上映。
2019年12月，制作公司Big Beach宣布正在制作一部关于Reality Winner的传记电影，由Susanna Fogel执导。
《这是一个房间》的一个节选版于2020年3月13日作为《This American Life》的插曲播出。
United States vs. Reality Winner案的一部记录片，由Sonia Kennebeck导演，2021年3月在西南偏南首播。
2021年4月21日在TBS系列电视剧《Full Frontal with Samantha Bee》中她的故事作为插曲出现。此事也于2021年12月5日在CBS系列剧《60分鐘》中出现。